# 意外な法則 大発見!? にゅ〜とんのリンゴ
意外な法則 大発見!? にゅ～とんのリンゴ（いがいなほうそくだいはっけん!? にゅ～とんのりんご）は2011年6月11日に読売テレビで放送されたバラエティ番組である。

## 出演者
MC
- 東野幸治
- なるみ

パネラー
- 大島美幸（森三中）
- 神戸蘭子
- バッファロー吾郎
- 小出水直樹（シャンプーハット）
- 月亭八光
- 西代洋（ミサイルマン）
- 藤本敏史（FUJIWARA）

VTR出演
- 2丁拳銃